# Клеменс Яніцький
Кле́менс Яні́цький (пол. Klemens Janicki; 16 листопада 1516 — 1543) — польський латиномовний поет часів королівства Польського.

## Життєпис
Походив із селянської родини. Про його молоді роки мало відомостей. Замолоду виявив хист до поезії. Навчався у школах Гнєзно та Познані. Завдяки підтримці впливових діячів Польщі — Яна Дантишека, Анджея Кшицького та Станіслава Гозія зумів зробити кар'єру. У 1536 році стає секретарем єпископа Плоцького А. Кшицького. після смерті останнього у 1537 році отримує покровительство воєводи краківського Петра Кміти. Завдяки підтримці останнього у 1538—1540 роках навчався у Падуанському університеті, де отримав ступінь доктора філософії. Того ж року папа римський Павло III нагородив Яніцького поетичним лавровим вінком.
По поверненню стає пастором Голажева у Малій Польщі. Незабаром перебирається до Кракова, де перебував до самої смерті у 1543 році.

## Творчість
В його доробку численні елегії, вірші з політичною сатирою, епіграми. В елегіях Яніцького відобразилися образи Італії, сучасні політичні події, спогади класичної давнини. Античний світ був для поета джерелом натхнення. Цикл коротких, у 12 рядків віршів К.Яніцького з яскраво вираженою плебейською самосвідомістю, присвячених польській історії від праотця Лех, що вийшов нібито з Далмації, та легендарної діви Ванди до Сигізмунда Старого, придбав широку популярність, витримав кілька видань і читався ще у XVII ст.
Народний гумор звучить в сатиричному діалозі Яніцького про строкатість польських костюмів і мінливості звичаїв. Учасники бесіди — повернувся з царства тіней король Ягелло і придворний блазень Станчик. У вірші «Скарга Речі Посполитої» Яніцький продовжив політичну сатиру Анджея Кжицького, але вже з позицій простолюдина, селянського сина.